# Heptranchias
Heptranchias is een geslacht van vissen uit de familie van koehaaien (Hexanchidae). De wetenschappelijke naam van het geslacht werd in 1810 voorgesteld door Constantine Samuel Rafinesque-Schmaltz. Hetr telt 1 moderne soort.

## Soorten
- Heptranchias perlo (Bonnaterre, 1788)[3]

## Uitgestorven soorten
Uitgestorven soorten uit dit geslacht zijn:
- Heptranchias ezoensis †
- Heptranchias howelii †
- Heptranchias tenuidens †

Heptranchias · Hexanchus · Notorynchus